# The Great Debate
Pistes de Six Degrees of Inner Turbulence
Misunderstood
(3) Disappear
(5)
The Great Debate est la quatrième chanson de l'album Six Degrees of Inner Turbulence du groupe de metal progressif Dream Theater. La musique a été composée par John Myung, John Petrucci, Mike Portnoy et Jordan Rudess et les paroles ont été écrites par John Petrucci.

## Apparitions
1. Six Degrees of Inner Turbulence (Album) (2002)
2. Score (DVD Live) (2006)

## Faits Divers
- La chanson traîte de la recherche sur les cellules souches et elle commence et se termine avec des extraits de journalistes traitant du sujet.
- Le titre original de la chanson était Conflict at Ground Zero puisque le sujet était à l'origine la guerre contre le terrorisme, mais les paroles ont été légèrement modifiées pour traiter des cellules souches.
- On remercie le père de Mike Portnoy, Howard Portnoy pour avoir participé à la chanson. Il a en effet aidé Mike sur l'intro du morceau, en donnant le premier coup de grosse caisse tous les 7 temps, étant donné que Mike a déjà ses 2 pieds occupés sur ses 2 charleyston lors de l'intro. Ce coup est remplacé par un coup de gros tom en live.

## Personnel
- James LaBrie - chant
- John Myung - basse
- John Petrucci - guitare et chant
- Mike Portnoy - batterie et chant
- Jordan Rudess - claviers